# 瘤手水母
瘤手水母（学名：Tima formosa）為水螅虫纲软水母目和平水母科的一种海洋水生动物。牠们生活在北大西洋的上表层带。中国黄海、渤海有分布。